# Sutton Waldron
Sutton Waldron – miejscowość w północnym Dorset, Anglia, położona w Blackmore Vale, sześć mil na północ od Blandford Forum i 6 mil na południe od Shaftesbury. W 2001 jej populacja wynosiła 192.